# Bisdom Matadi

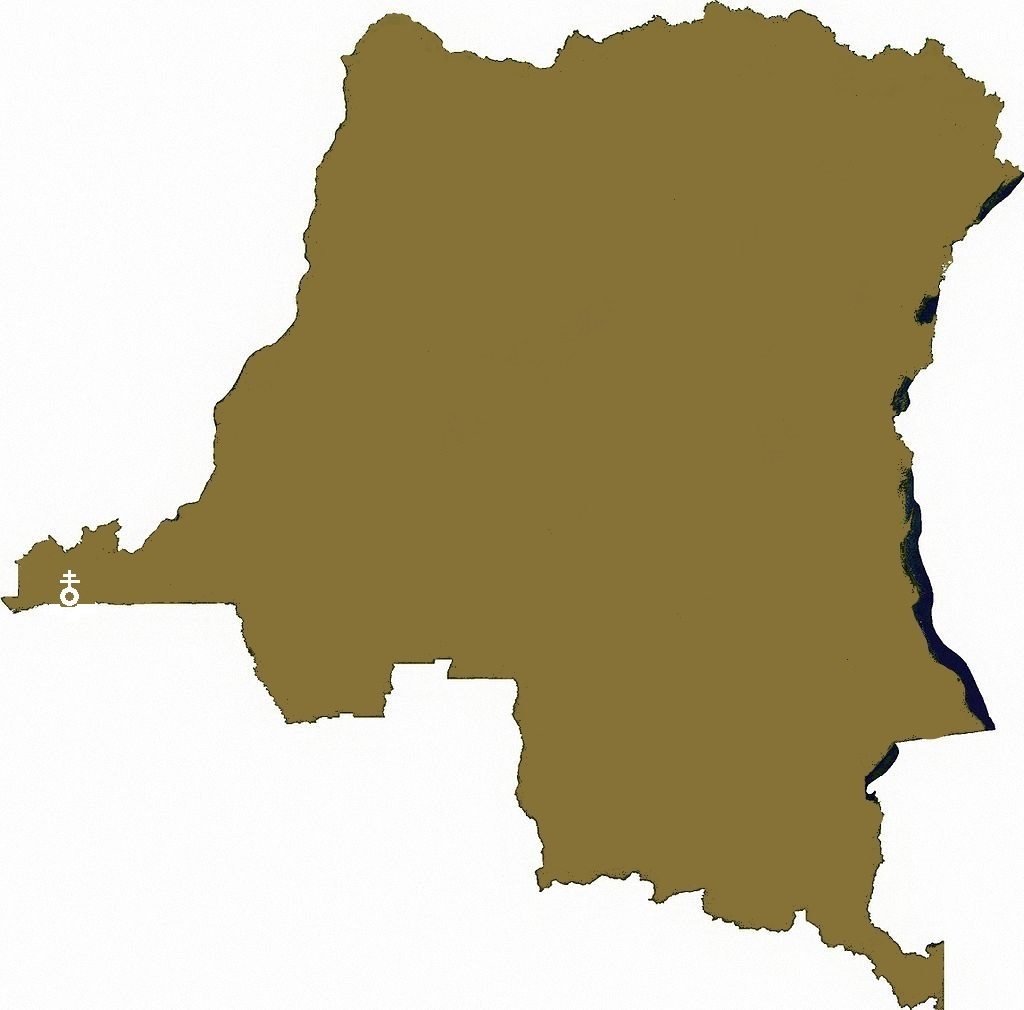
Matadi

Het bisdom Matadi (Latijn: Dioecesis Matadiensis) is een rooms-katholiek bisdom in Congo-Kinshasa met als zetel Matadi (provincie Neder-Congo). Het is een suffragaan bisdom van het aartsbisdom Kinshasa en werd opgericht in 1959. 
Het bisdom is ontstaan uit de apostolische prefectuur Matadi die in 1911 werd opgericht. In 1930 werd dit een apostolisch vicariaat en in 1959 een bisdom. De eerste bisschop was Alphonse Van den Bosch, C.SS.R.. 
In 2016 telde het bisdom 53 parochies, verdeeld over zeven dekenaten. Het bisdom heeft een oppervlakte van 31.000 km2 en telde in 2016 2.518.000 inwoners waarvan 44,5% rooms-katholiek was. Het omvat de stad Matadi en de territoria Songololo, Nseke-Mbanza, Luozi, Mbanza-Ngungu en delen van Madimba en Kasangulu.

## Bisschoppen
- Alphonse Van den Bosch, C.SS.R. (1959-1965)
- Simon N’Zita Wa Ne Malanda (1965-1985)
- Raphaël Lubaki Nganga (1985-1987)
- Gabriel Kembo Mamputu (1988-2010)
- Daniel Nlandu Mayi (2010-2021)
- André Giraud Pindi Mwanza Mayala (2022-)